# Walter Bernstein
Pour les articles homonymes, voir Bernstein.
Walter Bernstein est un scénariste, producteur, réalisateur et acteur américain né le 20 août 1919 à Brooklyn, New York (États-Unis), et mort le 22 janvier 2021, d'une pneumonie.  Il fut une des victimes du maccarthysme et inscrit sur la liste noire du cinéma.

## Biographie
Walter Bernstein naît à Brooklyn au sein d'une famille de la classe moyenne juive. Pendant la deuxième guerre mondiale, il est journaliste au sein des forces armées.  Arrivé à Hollywood après la guerre, il commence à travailler comme scénariste.  Il est un des quatre signataires du scénario de Les Amants traqués, un film noir réalisé par Norman Foster et mettant en vedette Burt Lancaster et Joan Fontaine.  Par la suite, il commence à écrire pour la télévision.  
Au début des années 1950, alors que se déclare la chasse aux sorcières présidée par le sénateur Joseph McCarthy, Bernstein se voit cité comme sympathisant communiste et se retrouve sur la 'liste noire', au même titre que plusieurs autres scénaristes comme Dalton Trumbo, Carl Foreman ou Lester Cole.  Comme bon nombre de ses collègues, Bernstein passe donc une partie de la décennie à signer ses travaux de pseudonymes.
Vers la fin des années 1950, alors que s'estompe le maccarthysme, Bernstein recommence à travailler sous son vrai nom.  Il scénarise ou coscénarise de nombreux films comme le western humoristique La Diablesse en collant rose de George Cukor, le drame de guerre Le Train de John Frankenheimer, le drame d'anticipation Point limite de Sidney Lumet ou le drame social Traître sur commande de Martin Ritt.  Bernstein est également un des scénaristes ayant travaillé sur le film inachevé Something's Got to Give que tournait Marilyn Monroe au moment de son décès.
Au milieu des années 1970, Bernstein signe le scénario du film Le Prête-nom, une œuvre en partie autobiographique dans laquelle Woody Allen incarne un quidam acceptant de servir de prête-nom à un scénariste inscrit sur la liste noire.  Le film, réalisé une fois encore par Martin Ritt, permet à Bernstein de récolter ce qui sera sa seule nomination à l'Oscar du meilleur scénario.  Woody Allen retournera la politesse en offrant à Bernstein une brève apparition dans Annie Hall.  
En 1980, Bernstein signe son premier film comme réalisateur, La Puce et le Grincheux, une comédie inspirée d'un récit de Damon Runyon et mettant en vedette  Walter Matthau, Julie Andrews et Tony Curtis.  Au cours de cette même décennie, Bernstein écrit le scénario du drame policier Une femme en péril de Peter Yates, un film dont l'héroïne a perdu son emploi de journaliste à cause du maccarthysme.  
La carrière de Bernstein se poursuit pendant les années 1990 alors qu'il scénarise des téléfilms abordant des thèmes sociaux comme La Mort au bout du canon ou Les Patients de mademoiselle Evers. En 1996, il publie le livre Inside Out: A Memoir of the Blacklist, dans lequel il évoque ses souvenirs des années 1950.

## Filmographie

### Comme scénariste

#### Cinéma
- 1948 : Les Amants traqués (Kiss the Blood Off My Hands)
- 1953 : You Are There (en) (série TV)
- 1959 : Une espèce de garce (That Kind of Woman)
- 1959 : L'Aventurier du Rio Grande (The Wonderful Country)
- 1960 : La Diablesse en collant rose (Heller in Pink Tights)
- 1960 : Les Sept Mercenaires (The Magnificent Seven) (non crédité)
- 1960 : Un scandale à la cour (A Breath of Scandal)
- 1961 : Paris Blues
- 1962 : Marilyn Monroe - les Derniers Jours (Something's Got to Give, inachevé)
- 1964 : Le Train (The Train)
- 1964 : Point limite (Fail-Safe)
- 1965 : Piège au grisbi (The Money Trap)
- 1970 : Traître sur commande (The Molly Maguires)
- 1976 : Le Prête-nom (The Front)
- 1977 : Les Faux-durs (Semi-Tough)
- 1978 : Betsy (The Betsy)
- 1979 : Un scandale presque parfait (An Almost Perfect Affair'')
- 1979 : Yanks
- 1980 : La Puce et le Grincheux (Little Miss Marker)
- 1988 : Une femme en péril (The House on Carroll Street)

#### Télévision
- 1991 : Women & Men 2: In Love There Are No Rules (TV)
- 1994 : La Mort au bout du canon (Doomsday Gun (en)) (TV)
- 2000 : Point limite (Fail Safe) (TV)

### Comme réalisateur

#### Cinéma
- 1980 : La Puce et le Grincheux (Little Miss Marker)

#### Télévision
- 1991 : Women & Men 2: In Love There Are No Rules (TV)

### Comme producteur

#### Cinéma
- 1970 : Traître sur commande (The Molly Maguires)

#### Télévision
- 1978 : Sparrow (téléfilm)
- 2000 : Point limite (Fail Safe) (téléfilm)

### Comme acteur
- 1977 : Annie Hall de Woody Allen : Annie's Date Outside Theatre